# NGC 4241
NGC 4241 = IC 3115 ist eine spiralförmige Zwerggalaxie mit ausgedehnten Sternentstehungsgebieten vom Hubble-Typ SBc im Sternbild Jungfrau auf der Ekliptik. Sie ist schätzungsweise 29 Millionen Lichtjahre von der Milchstraße entfernt und hat einen Durchmesser von etwa 15.000 Lichtjahren. Die Galaxie ist unter der Katalognummer VCC 267 als Mitglied des Virgo-Galaxienhaufens gelistet. 

Im selben Himmelsareal befinden sich u. a. die Galaxien NGC 4223, NGC 4246, IC 773, IC 3136.
Das Objekt wurde am 28. Dezember 1785 von Wilhelm Herschel entdeckt.